# ジロラッタ (フェリー)
ジロラッタ（GIROLATA）は、フランスの海運会社ラ・メリヂオナルが運航しているフェリー。ギリシャ企業ミノアン・ラインズの「アレトゥーサ」として造船され、2002年にラ・メリディオナルに売却され、現在の船名ジロラッタと改名された。

## 船歴
スウェーデン・ランズクルーナで造船された。1995年6月9日にミノアン・ラインズに引き渡され、7月8日、パトラ - アンコーナ航路に就航。
2002年にラ・メリヂオナルに売却、ジロラッタと改名され、マルセイユ - バスティアとマルセイユ - アジャクシオなどコルシカ島航路に就航する。2019年10月、ラ・メリヂオナルはコルシカ島航路から撤退したため、当初2020年1月から10月までイタリアのグランディ・ナヴィ・ヴェローチ（GNV）のチャーター船として
、チビタベッキア - パレルモ間を運行したが、その後2020年12月からはラ・メリヂオナルのモロッコ航路に移された。2023年3月からマルセイユとコルシカ島を結ぶ航路に復帰し、現在はポルト・ヴェッキオに就航している。

## 船内
6デッキ
- レストラン「マレ・エ・モンチ」(MARE E MONTI)
- カフェテリア・レストラン「ラ・パラタ」(LA PARATA)
- カフェバー「アルタ・ローッカ」(ALTA ROCCA)
- オープンデッキ

5デッキ
- 室（4名）
- 映画館

4Aデッキ
- 室（4名）

## ギャラリー

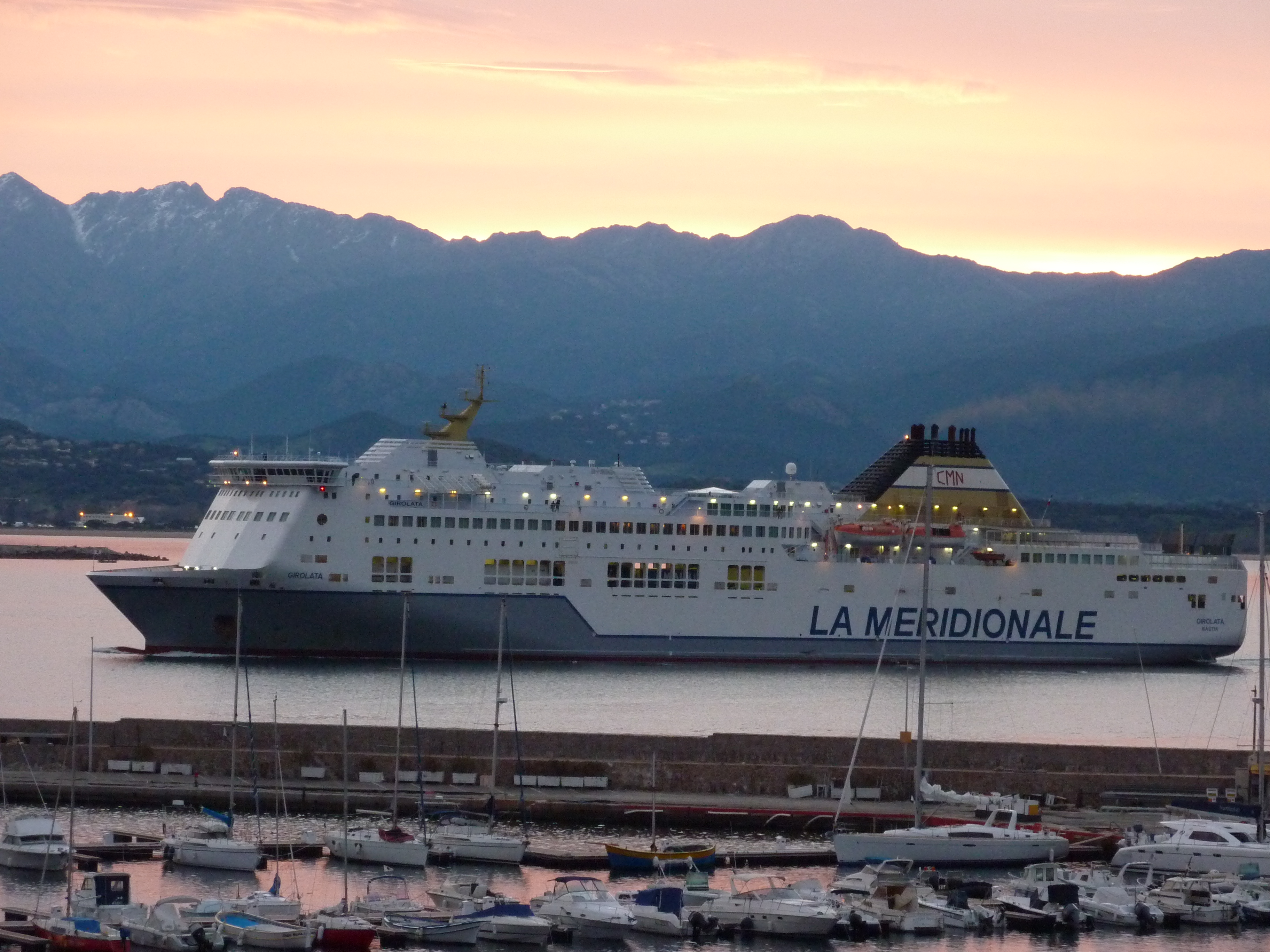
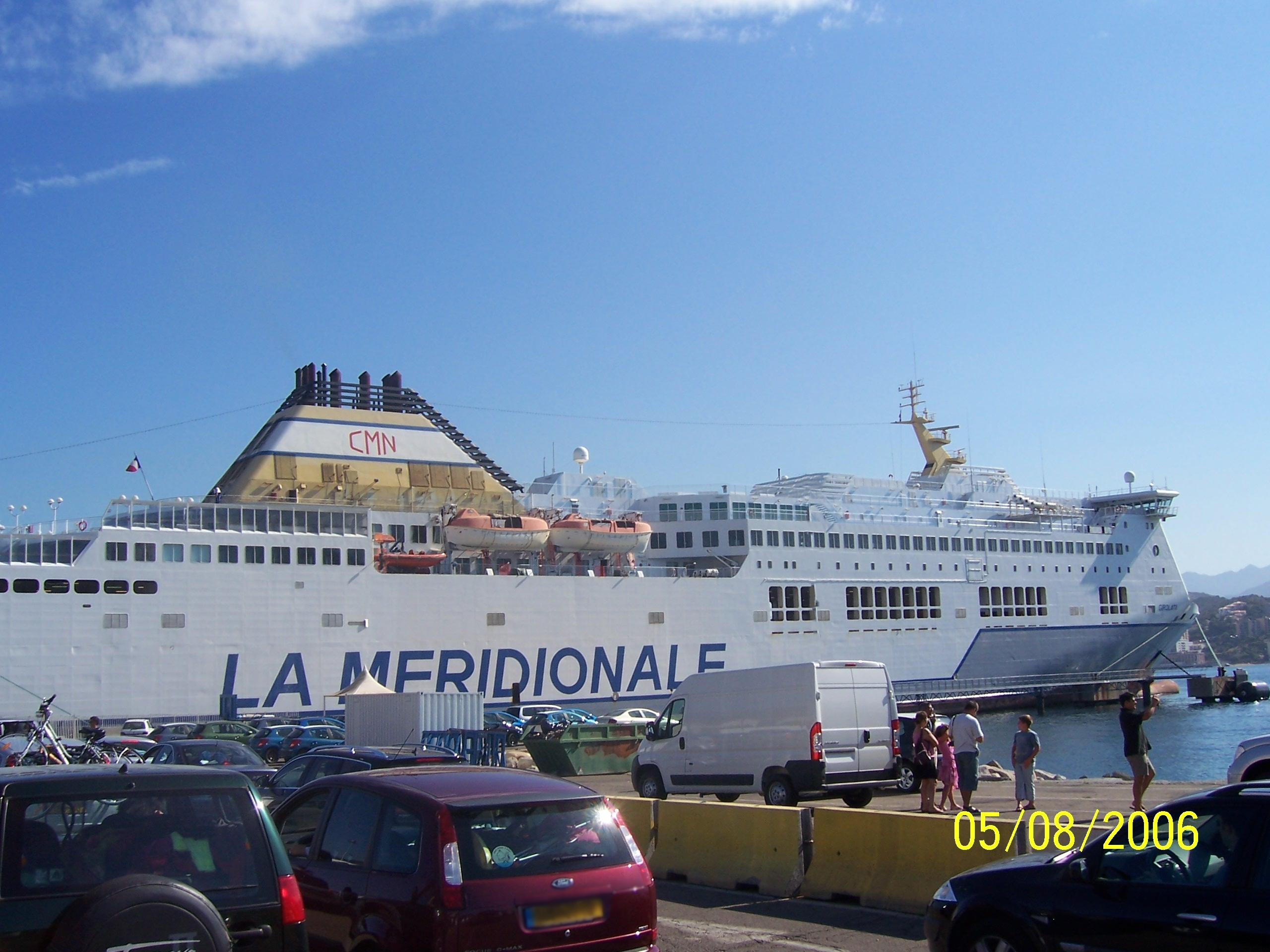
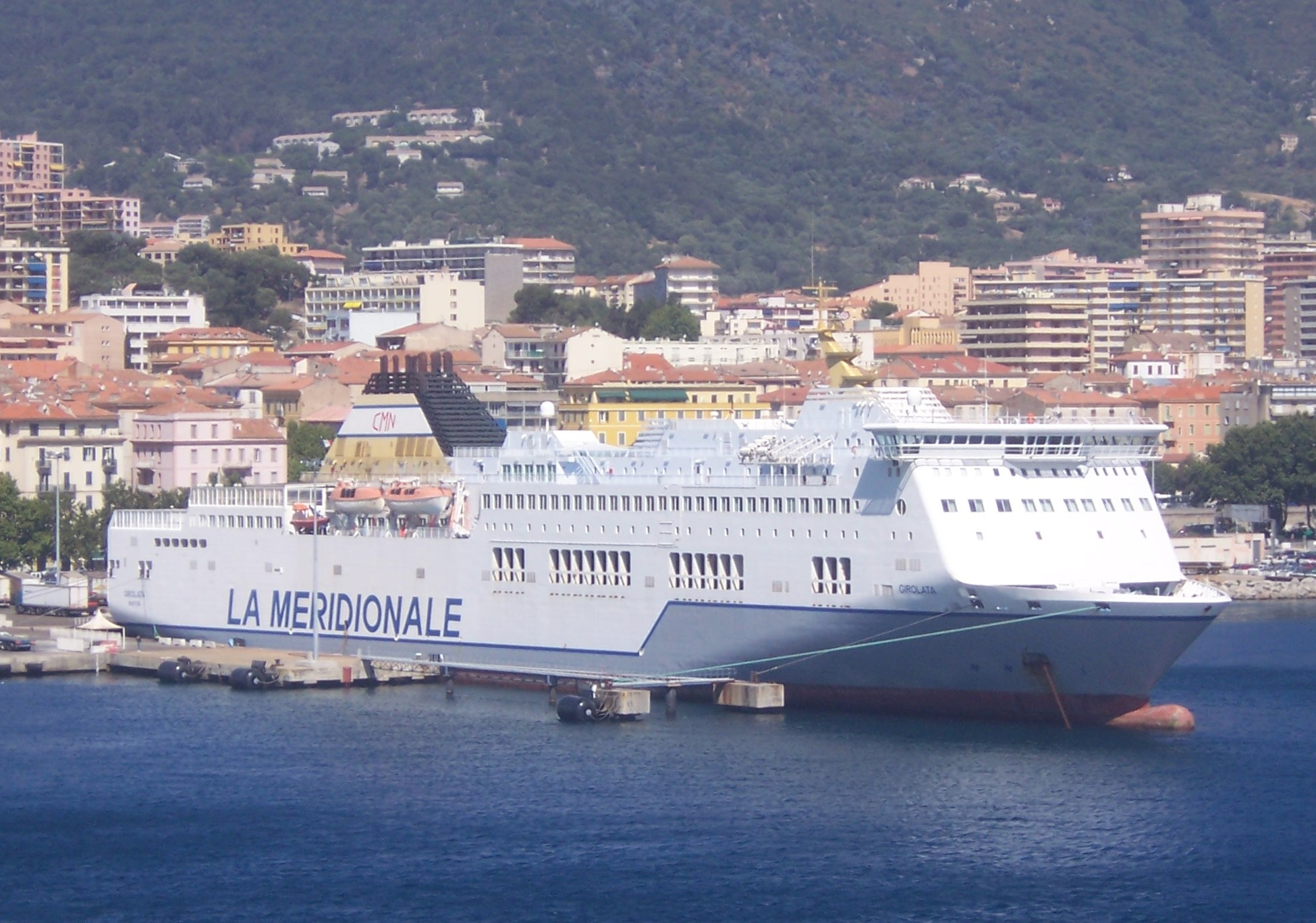
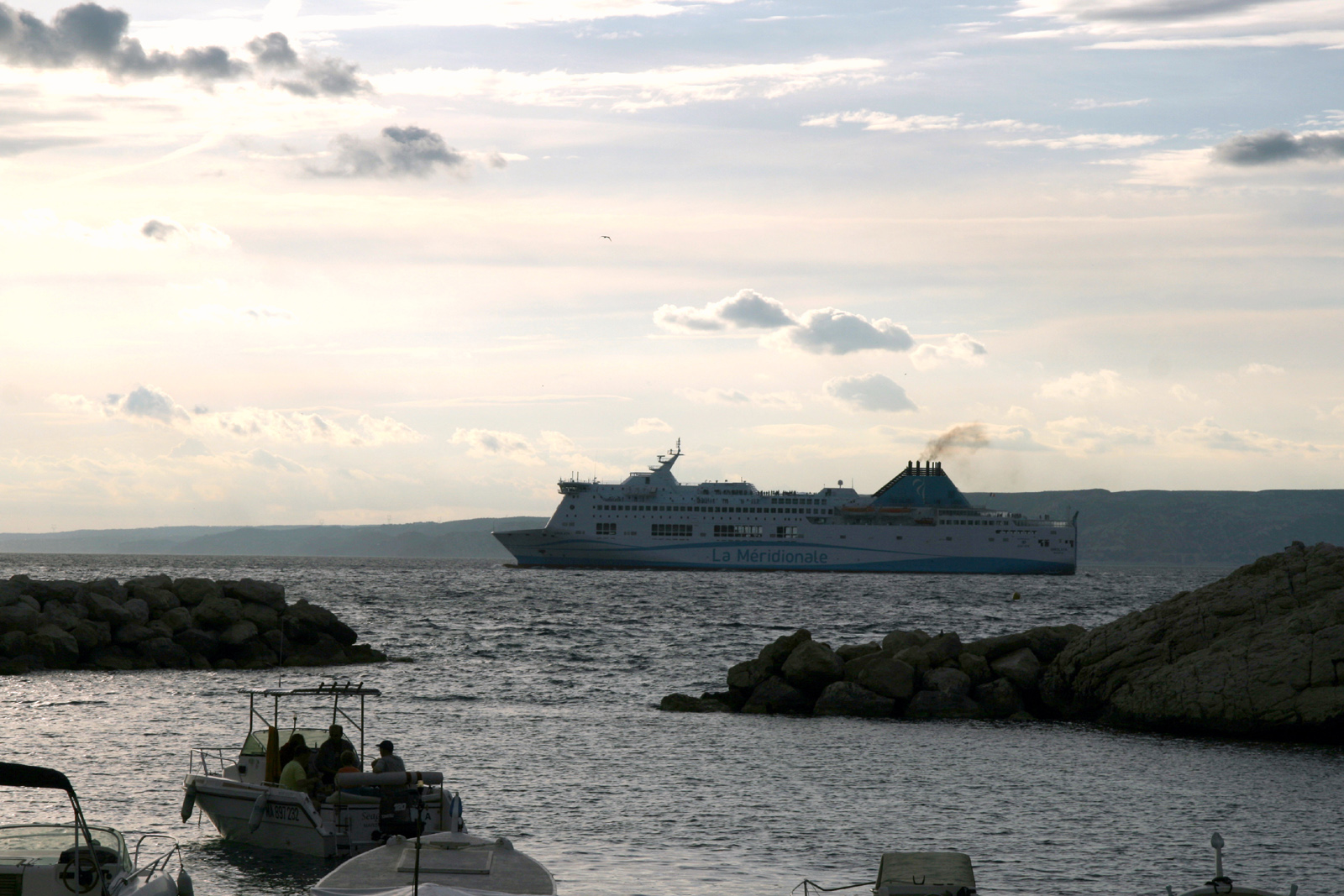
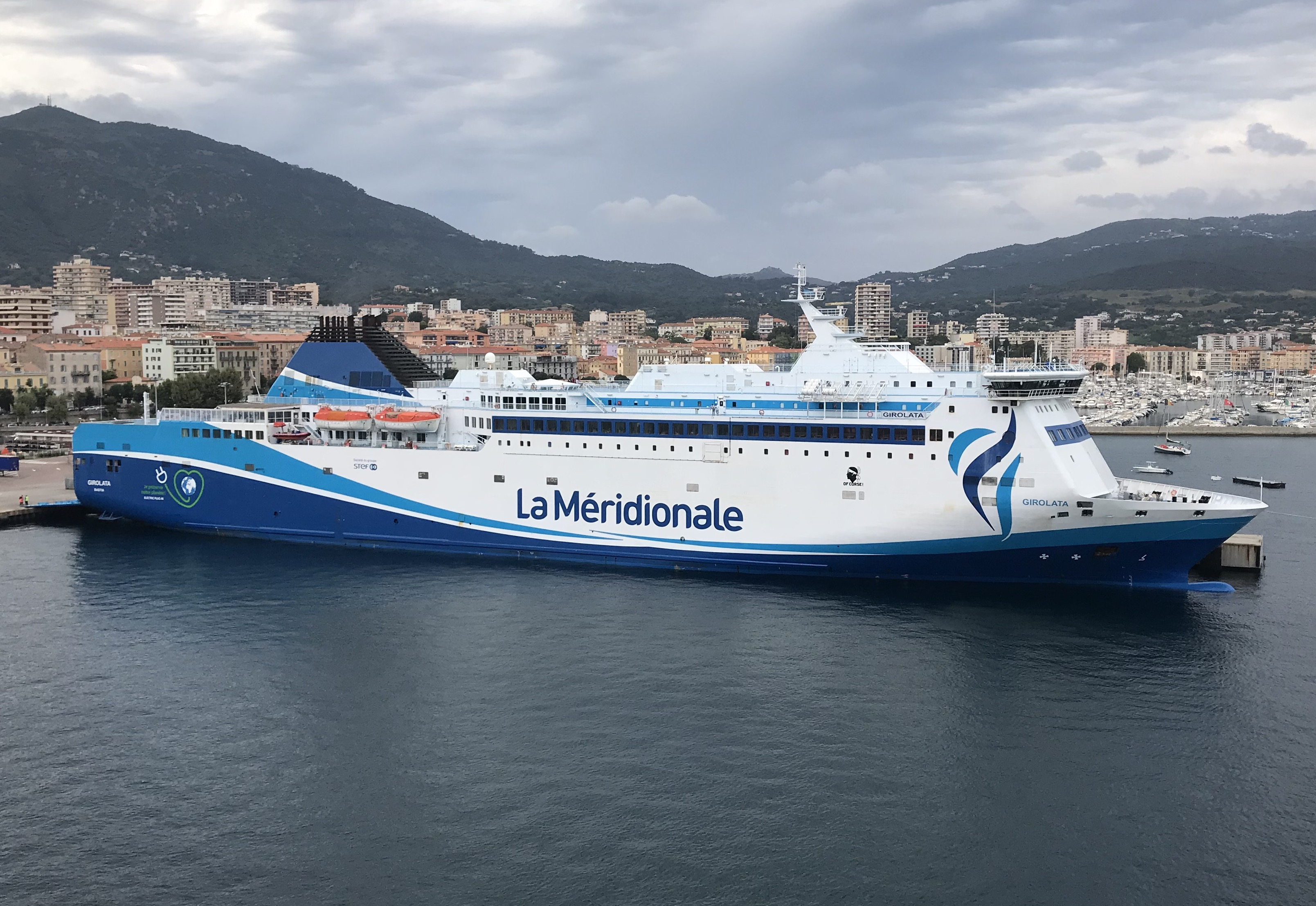
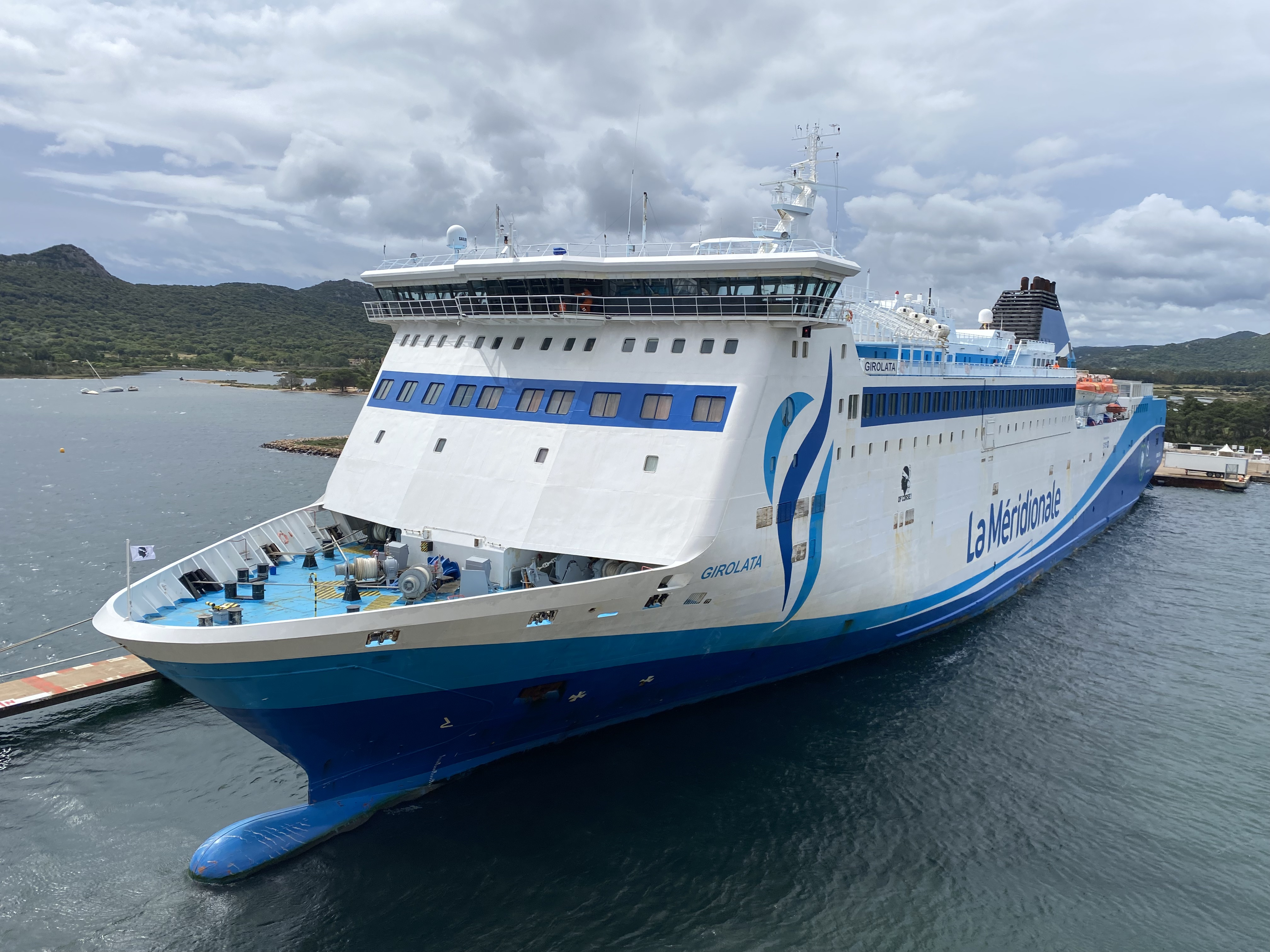
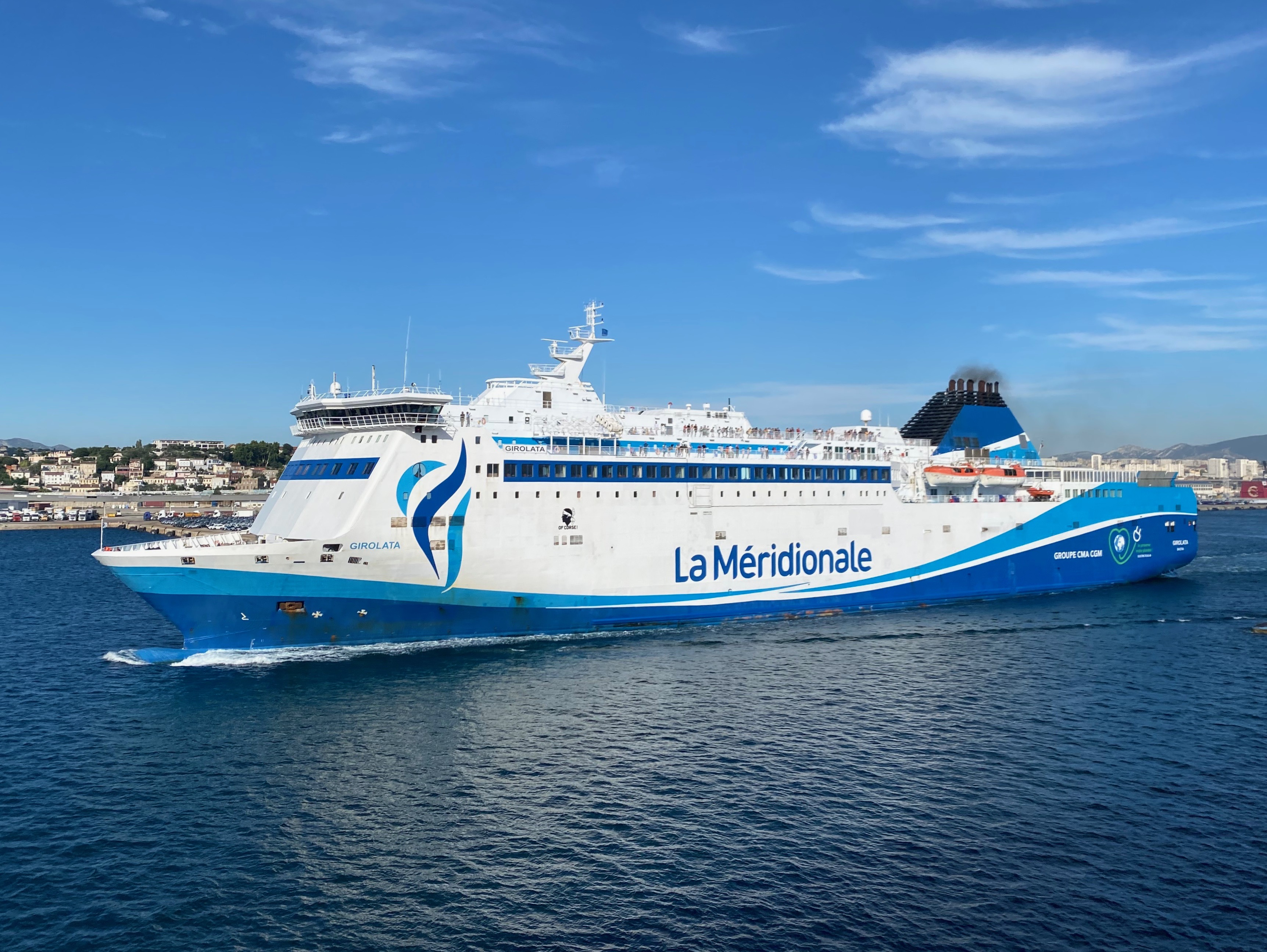
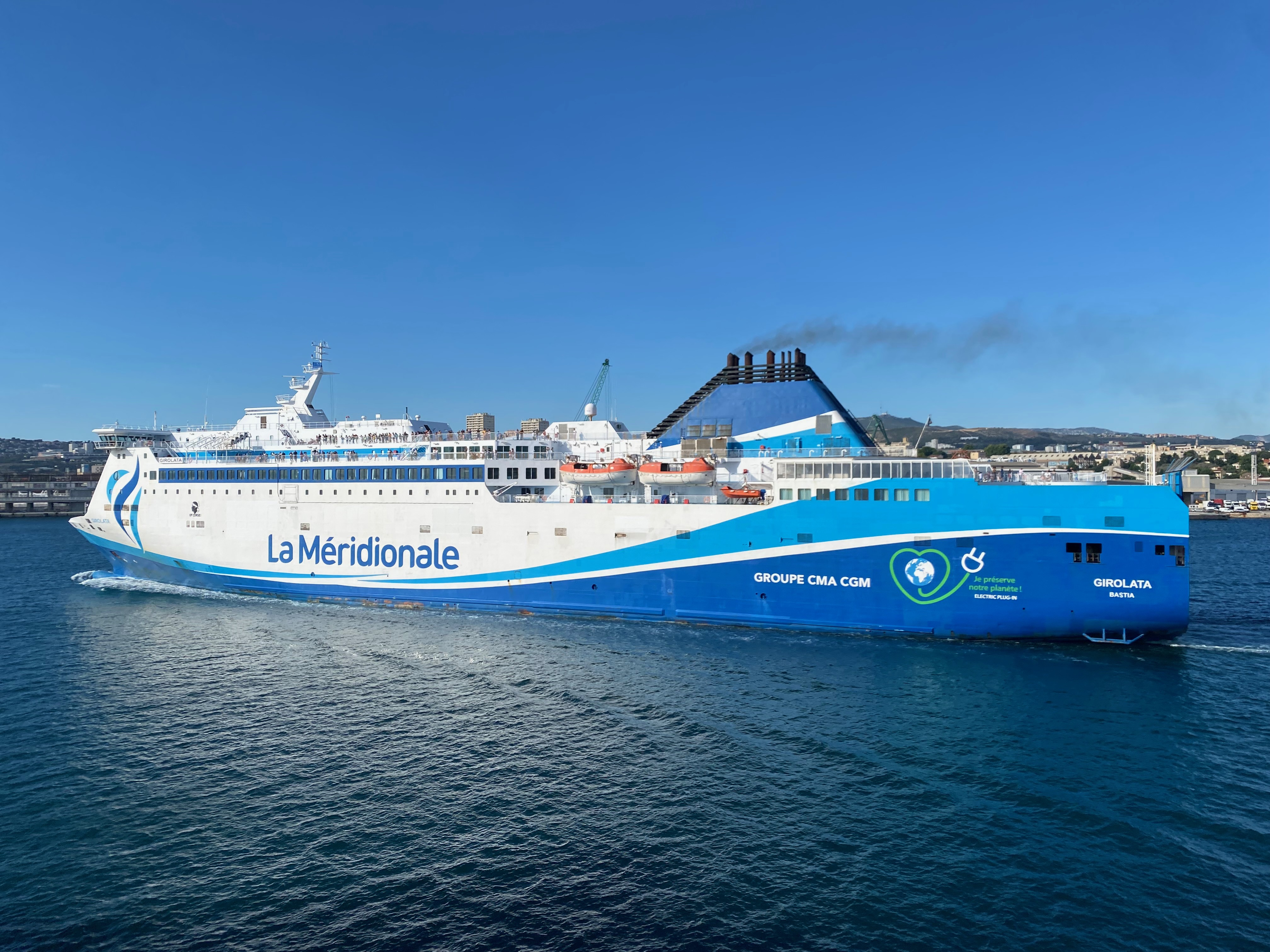
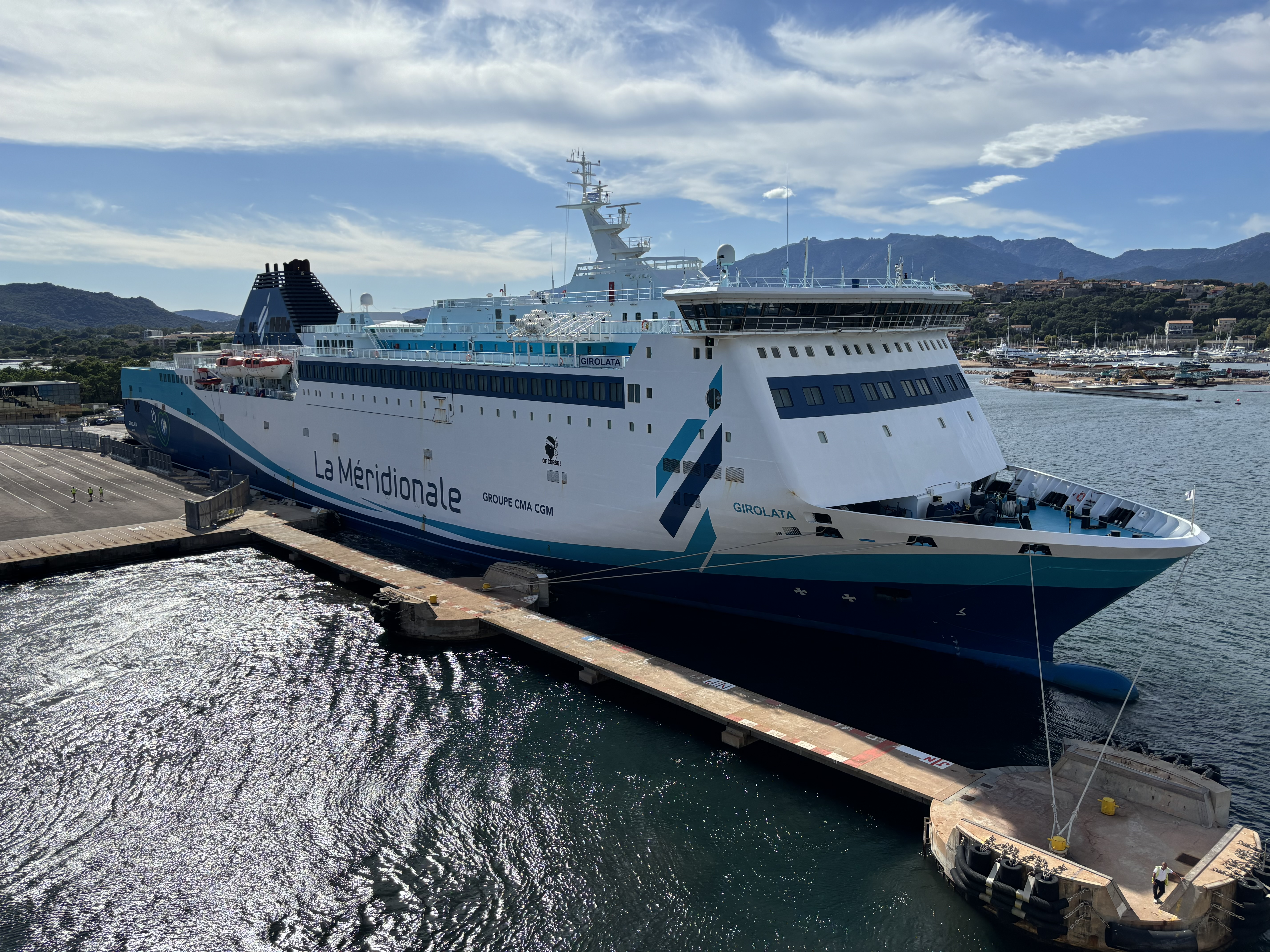

## 事故・インシデント

### ナポレオン・ボナパルトとの衝突
2011年8月26日の朝、マルセイユでドッキング操縦中に、ジロラッタは後部にあるSNCMのナポレオン・ボナパルトフェリーの後部に衝突した。影響はシートの損傷と救命ボート破壊にとどまった。